# JOQgiRl
JOQgiRl（ジェイ・オー・キュー・ガール）とは、文化放送の2015年入社女性アナウンサーによる女性アイドルグループ。    

## 概要
2016年2月15日に浜松町の文化放送本社屋で行われた社長定例会見の中で、お披露目。同局の当時の新人女性アナウンサーである小尾渚沙・西川文野・八木菜緒の3人によるユニット「JOQgiRl」を結成し、3月27日にデビュー曲『勤労感謝 to me!』を発売することも発表した。
なお「JOQgiRl」のプロデューサーには、同局で『なかじましんや 土曜の穴』のパーソナリティを担当するCMディレクターの中島信也が担当。なお、中島はデビュー曲「勤労感謝 to me!」の作詞・作曲も担当。
文化放送発の女性アイドルグループは、Tokyo Cheer② Partyに次ぐ2組目。
ちなみにユニット名は、文化放送のコールサイン「JOQR」と「GIRL」の造語である。
同年8月20日には「神宮外苑花火大会」で神宮球場のステージに出演し、MCを務めた。
同年10月15日、『なかじましんや 土曜の穴』にて解散を発表。11月3日の「浜松町グリーン・サウンドフェスタ 浜祭」で解散ライブを行い活動を終了した。

## メンバー
ともに、文化放送のアナウンサー
- 小尾渚沙[1]
- 西川文野
- 八木菜緒
八木はユニット結成前にCDソロデビュー済。